# 阿訇
阿訇（转写为Akhund、Akhoond 或 Akhwand），又译阿衡、阿轟、阿洪、阿渾、哈訇等等，也直譯爲宣教師，是一个古波斯语词汇，意为“老师”或“学者”，在古代也是受波斯文化影响的民族对本民族中各种宗教的宗教场所首领及德高望重者的尊称。如今该词也是中国回族、保安族、东乡族、撒拉族穆斯林对本民族中伊斯兰教的宗教场所首领及德高望重者的尊称。

## 词源及演变
汉语“阿訇”是对古波斯语的音译。古波斯语该词意为“老师”或“学者”。
回族学者杨志玖指出，1930年版斯坦嘎斯编的波斯语－英语词典“A Comprehensive Persian-English Dictionary”中所收的波斯语“AYKhun”一词，便是汉语“阿訇”所翻译的本字，该词典对AYKhun的解释是：“东方基督教主教。”此处的所谓“东方基督教”指中国明朝之前存在的“景教”，又作“大秦景教”（大秦即为古罗马，也可指泛近东区域，唐代对欧洲、近东及中东了解甚少）、“波斯教”、“波斯景教”。
431年，景教的前身“东方亚述教会聂斯脱利派”在今叙利亚发源。后来，该派在全基督教宗教会议上遭裁定为异端，该教派创始人聂斯脱利（今土耳其伊斯坦布尔人）与追随者被逐出，不得不流亡波斯，在波斯获国王支持，乃建立教会。后来，该派有成员经过丝绸之路抵达中国，在中国唐朝贞观九年（635年）于长安城中兴建了景教的大秦寺，景教在中国发展兴盛起来，“法流十道、寺满百城”。景教是中国历史上的“三夷教”（祆教、景教、摩尼教）之一，曾经是在中国的胡人的主要宗教信仰之一。
清朝学者魏源在《元史语解略》中称：“答失蛮、耶里可温者，本纪免租税皆有此二等人，在增道之外盖回教之师也。《元典章》称先生曰耶里可温，盖可温即今之所谓阿浑也”。文中的“耶里可温”即“也里可温”，是蒙古语的汉语音译，意思是“有福缘之人”，“也里可温”是元朝对景教信众的统称。文中的“阿浑”即“阿訇”的另一种译法。此外，在西里亚语中，景教的掌教被称为Mar（汉语音译为“马儿”）。
除了景教使用该词以外，其他源自古波斯的宗教也使用该词。唐朝宝应元年（762年），牟羽可汗帮助唐朝军队平定了安史之乱以后，翌年自洛阳北归回鹘汗国时带走四位回回摩尼教僧人，这些僧人在回鹘汗国的汗廷斡鲁朵八里向当地胡人传播摩尼教时也使用Ahund一词作为自身的称谓。1999年，在中国山西省太原市发现一座古墓，墓主虞弘（碑文写作“鱼弘”）是鱼国人（该国位于中亚粟特一带），曾任“检校萨保府”，负责祆寺以及西域诸国事宜，隋朝开皇十三年（592年）逝世。虞弘一名中的“弘”与“衡”、“訇”相同。虞弘是当时粟特地区（位于中亚地区）的神主阿訇、国君。可见“阿訇”这一称谓当时并不限于景教使用，而是摩尼教、祆教、景教都在使用。这“三夷教”均来自古波斯，信奉者也都是回回人，故用相似词语称呼宗教人士。
中国宋朝前后，又有从波斯来的伊斯兰教什叶派及苏非派回回人，他们可能也沿用了该词。此后该词逐渐经过发展演变，成为如今中国回族对本民族中伊斯兰教的宗教场所首领及德高望重者的尊称。

## 辨析

### 满喇、毛拉
中国明朝以后，部分地区的回族人也有称伊斯兰教首领为“满喇”的情况。“满喇”一词与“毛拉”都源自阿拉伯语“瓦拉”（Wala'），复数形式为“麦瓦利”（Mawali）。该词起初是阿拉伯人用以称呼非阿拉伯血统的伊斯兰教徒，汉语意译为“释奴”，通指“被释放者”、“被解放者”、“被管理者”。

### 伊玛目
信仰伊斯兰教的阿拉伯人，对伊斯兰教教长的称呼一直是“伊玛目”，并且从未用过“阿訇”、“满喇”之类的词语。“伊玛目”是阿拉伯文Imam的汉语音译，该词意思是“站在前列的人”、“首领”、“表率”等等。“伊玛目”是世界伊斯兰教界通用的术语。如今世界伊斯兰教界专称的“伊玛目”，其起源、性质、职责、所应用人群都和回族传统称谓“阿訇”不同。
古波斯及中亚地区遭到阿拉伯伊斯兰军团殖民，加上自身的分裂及变化，回回人历史上的宗教如摩尼教、祆教、景教逐渐衰败。而近现代阿拉伯国家兴起，中国回族的部分伊斯兰教人士与阿拉伯伊斯兰教人士联系趋于紧密。由于这两方面的影响，导致中国回族中不少人未能理解“阿訇”一词的本意，误认为该词专门用来称呼伊斯兰教教长。这种理解是不对的。

## 当今回族等民族的用法
中国回族、保安族、东乡族、撒拉族穆斯林使用“阿訇”一词约始自明朝后期胡登洲兴办经堂教育时，当时将教授经文的教师称为“阿訇”。后来该词逐渐流行。当时，“阿訇”的地位在“三道”或者“五道”以下。18世纪末，伴随着“三道”制衰落，阿訇方才基本取代“三道”制，一跃居首，变成了伊斯兰教清真寺的主要负责人。
如今，“阿訇”是自伊斯兰教清真寺经堂大学或者伊斯兰教经学院“穿衣”毕业，宗教学识较高的宗教人员的通称。对出任小寺阿訇和出任大寺阿訇的穆斯林，其一般限制条件不同：
- 出任小寺阿訇的一般条件是：必须接受过经学教育；了解基本教法及教义，能够诵读并通晓《古兰经》；能够教授经堂中小学生。[3]
- 出任大寺阿訇的一般条件是：通晓十三本大学经典；熟悉教法及教义；能够教授大学学生；品德兼优。[3]

中国回族、保安族、东乡族、撒拉族穆斯林大多不懂阿拉伯文，所以对伊斯兰教《古兰经》既无法念诵，又无法了解经义，也很少懂得教法，需要阿訇加以讲解、引导并且代为执行。阿訇“替圣传道”，率领穆斯林开展伊斯兰教活动。

### 分类
如今，“阿訇”通常分成“开学阿訇”和“散班阿訇”两种。
- 开学阿訇：又称“正任阿訇”。指全面执掌伊斯兰教清真寺教务的穆斯林。[2]
- 散班阿訇：指仅具备阿訇的职称，但没有被聘为正任阿訇的穆斯林。[2]

历史上“阿訇”称谓的种类很多，依照伊斯兰教学识、地位、职责等不同，曾分为如下几种：
- 掌教阿訇：又称“掌教”，即清真寺的伊玛目。通常由当地人出任，专门管理本坊全部宗教事宜并且带领信众礼拜。历史上曾经变为世袭，近现代已经变为通过推举而聘任。[3]
- 开学阿訇。又称“统教”，即向外地寺坊聘请的为经文大学教授经文的高级讲学阿訇。开学阿訇的讲学期间称为“开学”。“掌教阿訇”和“开学阿訇”受到极度尊敬，地位高，故俗称“阿訇老人家”。[3]
- 三道阿訇：又称“三道”或者“三掌教”，是“鸣教”（即协助“掌教”负责唤拜的穆安津（Mu’adhdhin））、“督教”（既念诵“呼图白”并对儿童启蒙的海推布（Khatib））、“副教”（即阐释并执掌教法的穆夫提（Mufti））的合称。14世纪以后变成世袭；18世纪以后不复存在。[3]
- 住学阿訇：上经堂大学称“住学”，其学员称“住学阿訇”或者“海里凡”、“满拉”。[3]
- 小学阿訇：专门教经文小学的阿訇。[3]
- 二阿訇：较大的清真寺中专门管理宰牲及教经堂小学的阿訇。没有设“三道”及小学阿訇的清真寺中，二阿訇身兼数职。[3]
- 散班阿訇：不在职的阿訇，其生活大多依靠为本坊穆斯林办婚礼、丧礼、诵经等宗教仪式的所得。[3]

## 其他民族用法
中国新疆突厥语族穆斯林（包括维吾尔族、哈萨克族等民族）将“阿訇”当作“先生”的尊称，或者用作复合人名如“肉孜阿訇”（肉孜阿洪）、“努尔阿訇”（努尔阿洪）等等。

## 圖片集

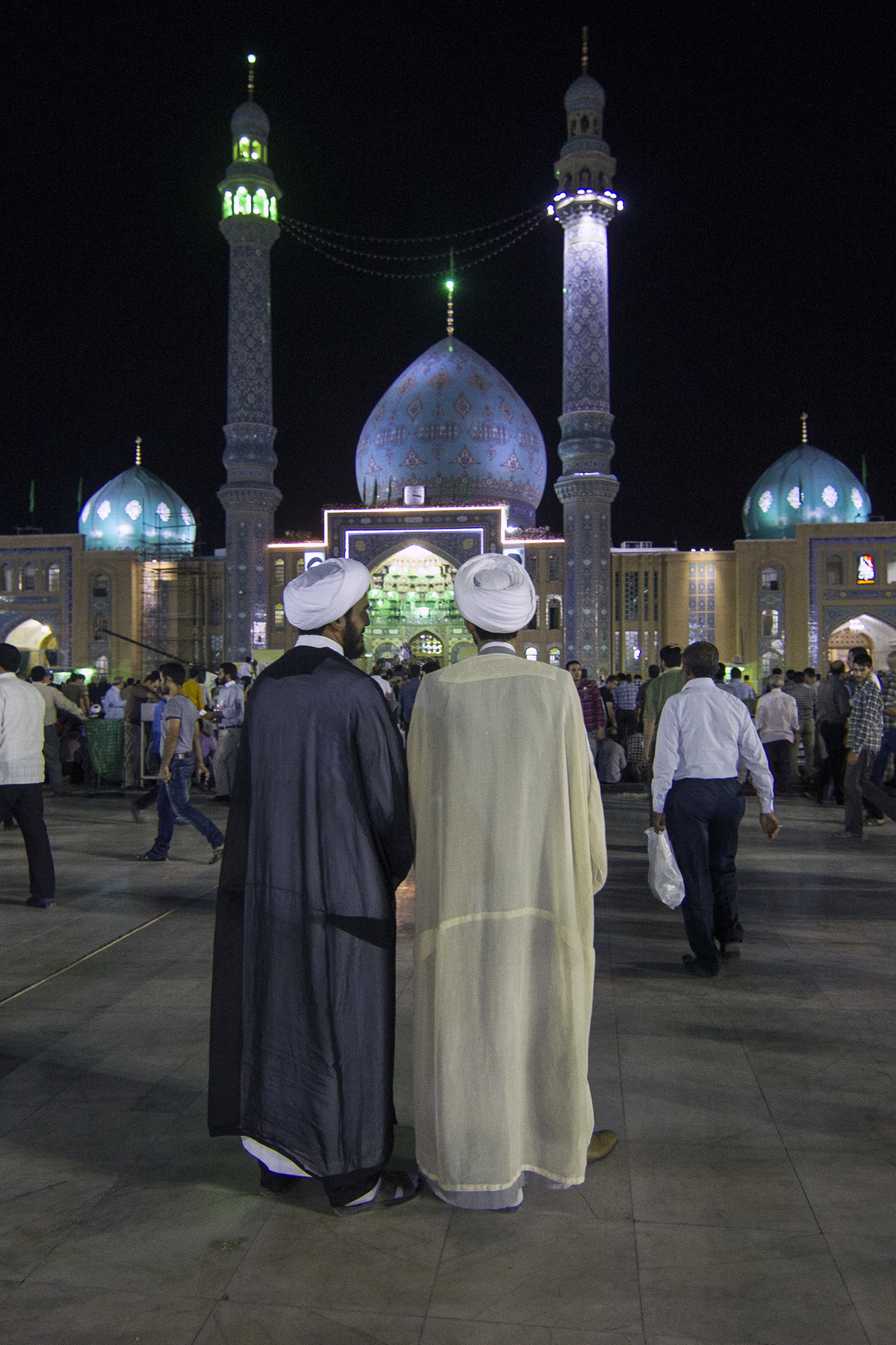
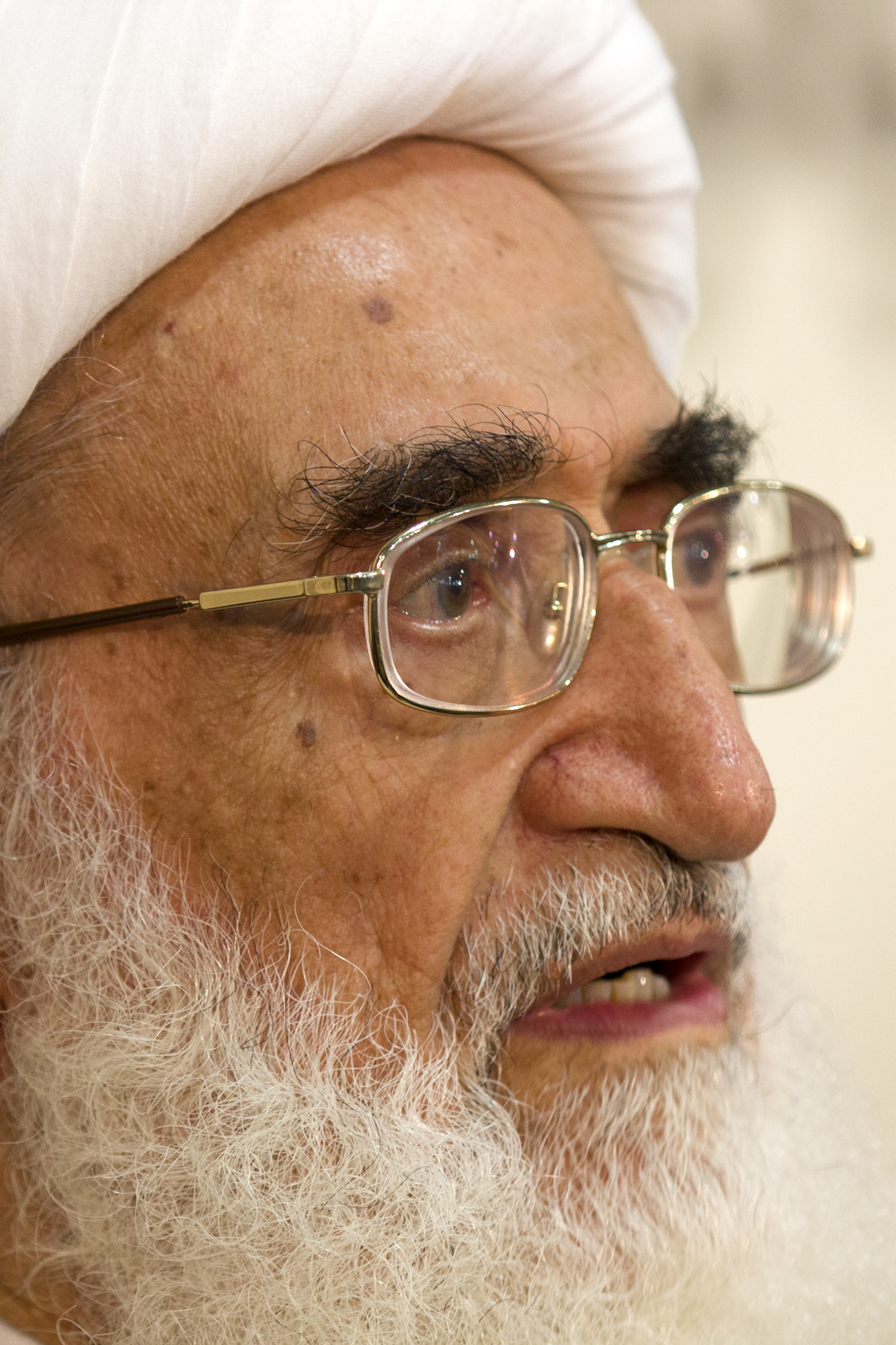
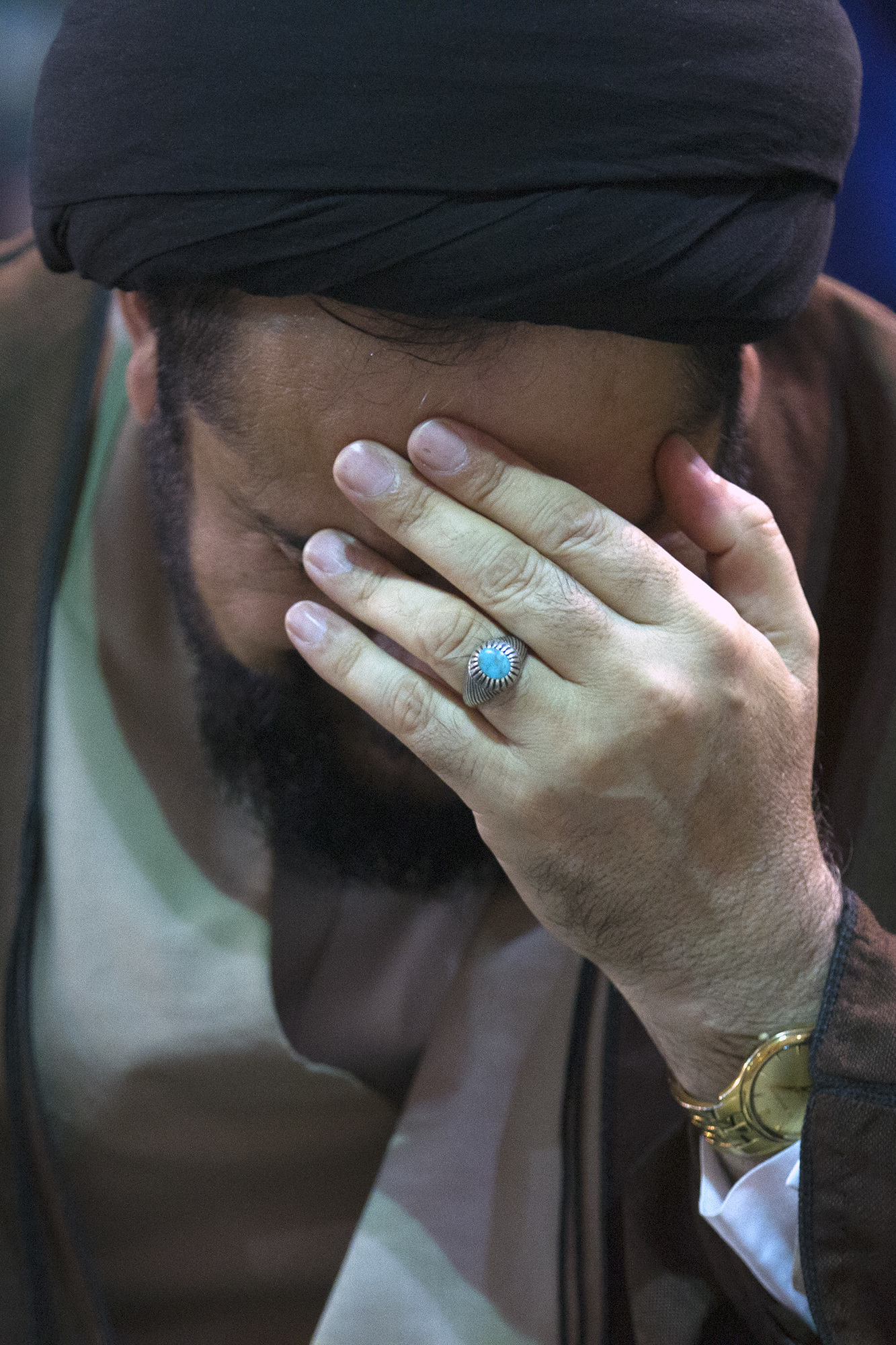
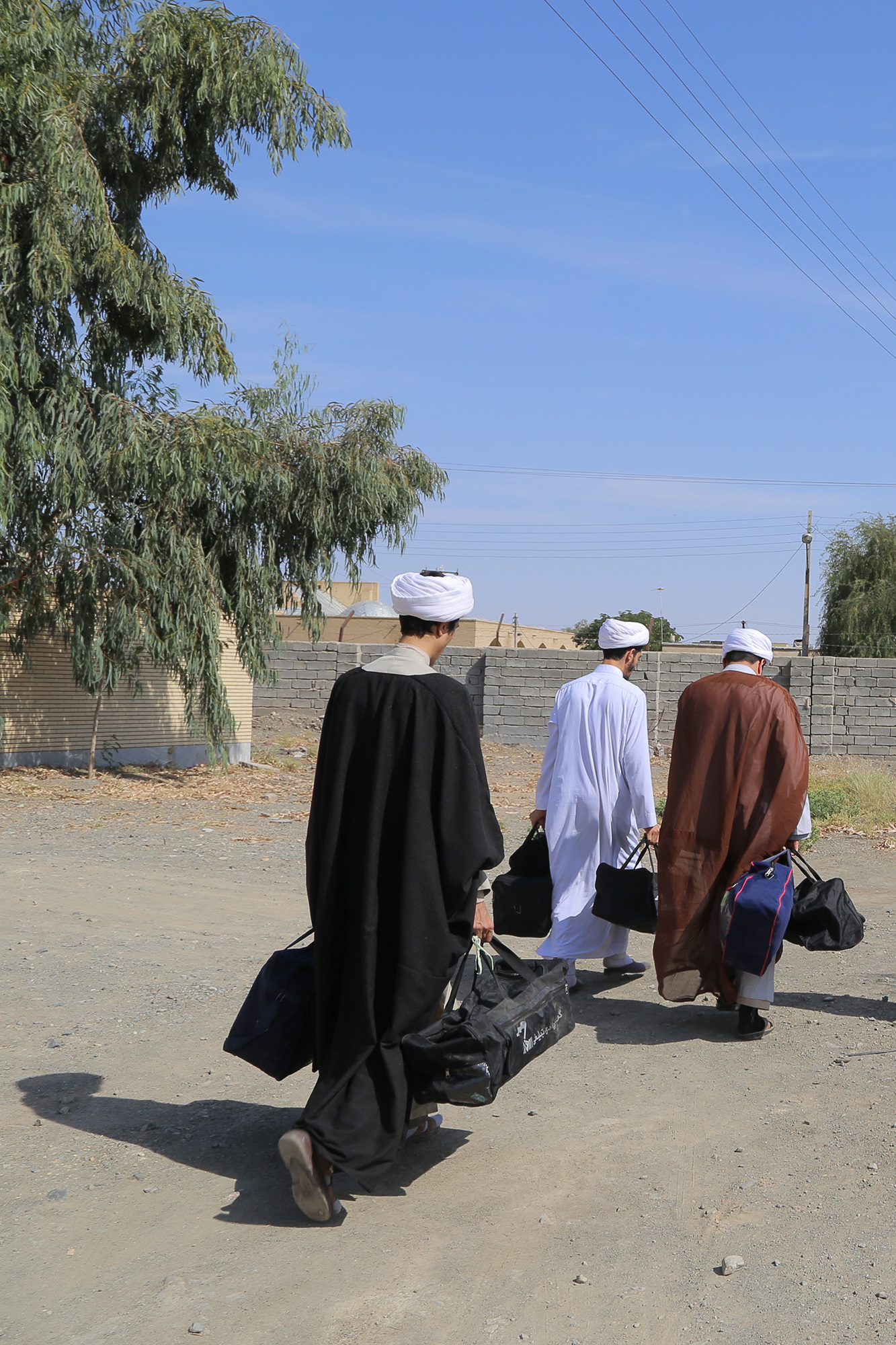
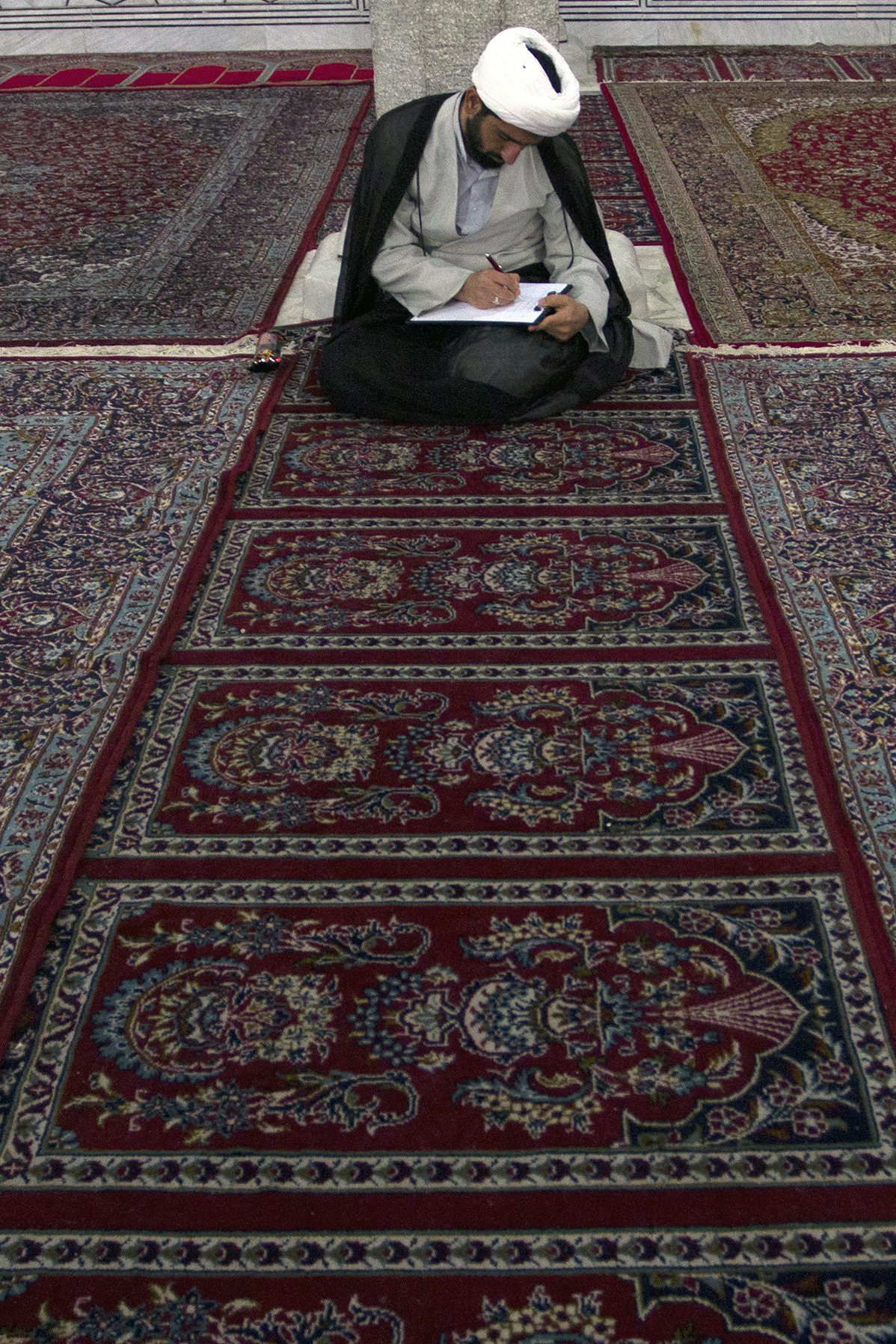
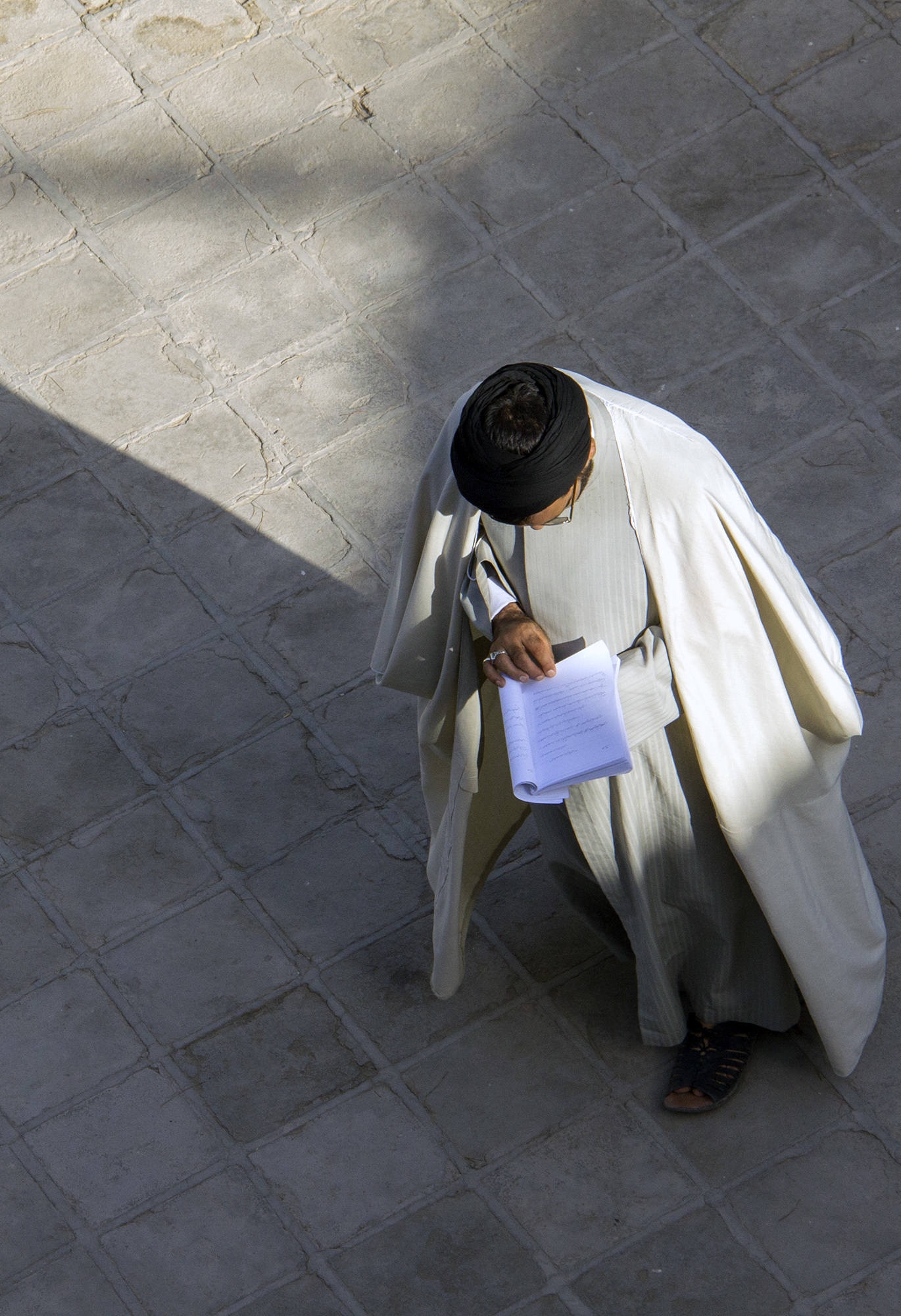